# Hungersnöden i Grekland 1941–1944
Hungersnöden i Grekland 1941–1944 under andra världskriget orsakades av den tyska och italienska ockupationen i kombination med brittiska flottans blockad. Redan före kriget erfordades en import motsvarande 25 % av behovet för spannmål. År 1941 var även ett år av missväxt och vintern 1941–1942 var extremt kall. Enbart i Aten och Pireus registrerades 50 000 dödsfall. På landsbygden var offren lika många.
Internationella Röda Korset i Schweiz organiserade nödhjälp med mat.Kanadas regering lät skänka spannmål och denna fraktades till Grekland med svenska neutrala lejdfartyg. För uppgiften organiserade Röda korset en särskild kommitté på 15 personer från Schweiz och Sverige med säte i Aten. Dess förste ordförande var svenska legationsrådet Paul Mohn
För transporterna användes cirka 10–15 fartyg och inleddes våren 1942. De kontrakterades till att börja med att leverera 15 000 ton vete per månad. Detta ökades senare till 24 000 ton. Vid utgången av 1944 hade 400 000 ton livsmedel och läkemedel levererats.
Fyra lejdfartyg sänktes och två skadades i arbetet med hjälpsändningarna.
I Aten organiserade Röda korset 2900 greker för att sköta administration, lossning, transporter och bokföring för att se till att hjälpen kom de nödlidande till del. Ytterligare 400 var verksamma i Thessaloniki och 600 i resten av landet. I Aten utspisades 900 000 personer, vara 300 000 barn. Totalt utspisade Röda Korsets soppkök 1,6 miljoner greker.